# Corona galàctica
Corona galàctica i corona gasosa son termes que s'han utilitzat en la primera dècada del segle XXI per descriure un component gasós calent, ionitzat, en l'halo galàctic de la Via Làctia. Un cos similar de gas molt calent i tènue en l'halo d'una galàxia espiral també pot ser descrita per aquests termes. Aquest gas coronal pot ser sostingut per la font galàctica, en la qual les superbombolles de gas ionitzat de romanents de supernoves s'expandeixen verticalment a través de les xemeneies galàctiques en l'halo. Com que refreda el gas, es tira de nou en el disc galàctic de la galàxia per les forces gravitacionals.